# Mr. Tambourine Man
〈Mr. Tambourine Man〉는 밥 딜런 작곡 및 녹음의 노래로 그의 1965년 음반 《Bringing It All Back Home》에 수록되었다. 더 버즈는 같은 해에 컬럼비아 레코드에서 자신들의 첫 싱글로 커버 버전을 발매했고 빌보드 핫 100과 영국 싱글 차트 1위를 차지했다. 또 이들의 데뷔 음반 《Mr. Tambourine Man》의 타이틀 트랙으로 사용되었다. 더 버즈의 음원은 포크 록과 쟁글 팝이라는 음악 세부장르를 대중화하는 데 일조했다. 그로써 많은 동시대 밴드가 쨍그렁한 기타와 지적인 가사의 융합을 시도하게끔 이끌었다. 
노래는 다양한 아티스트가 커버했는데, 주디 콜린스, 오데타, 멜라니, 윌리엄 샤트너가 대표적이다. 노래의 인기로 딜런은 수차례 곡의 라이브 음원을 녹음했고, 딜런과 버즈는 수많은 컴필레이션에 곡을 수록했다. 현재까지 여러 언어로 역사되었고 텔레비전 프로그램, 영화, 책 등에서 사용 및 언급되었다.
노래는 밝고 풍부한 운율을 가지고 있으며 인기에 다소 기여한 초현실적 이미지는, 프랑스 시인 아르튀르 랭보와 이탈리아 영화 감독 페데리코 펠리니에 이르는 아티스트의 영향을 받았다. 가사는 노래에서 제목과 동명의 캐릭터를 호명하며 나레이터는 이를 뒤따른다. 가사의 해석은 LSD 따위의 마약, 가수의 뮤즈, 가수에 대한 관중 요구의 반영, 종교적 내용이라는 것까지 그 해석이 다양하다. 딜런의 노래는 네 절로 구성되어 있고 더 버즈는 이 중에서 두 절을 사용했다. 딜런과 더 버즈의 버전은 역대 가장 위대한 노래 목록에서 자주 위치하며 《롤링 스톤》의 역대 최고의 노래 500곡에서도 찾을 수 있다. 두 버전 모두 그래미 명예의 전당에 헌액되었다.